# Sukkarijjat Tall as-Samn
Sukkarijjat Tall as-Samn – miejscowość w Syrii, w muhafazie Ar-Rakka, w dystrykcie Ar-Rakka. W 2004 roku liczyła 1967 mieszkańców.